# Pollanisus viridipulverulenta
Pollanisus viridipulverulenta is een vlinder uit de familie van de bloeddrupjes (Zygaenidae). De wetenschappelijke naam van de soort is voor het eerst geldig gepubliceerd in 1839 door Guérin-Meneville.